# 林树哲
林樹哲，大紫荊勳賢，GBS（1948年—），福建泉州南安人，香港商人，香港南益集团董事总经理，第十至十二屆全國政協香港委員、第九至十屆全國侨联常委。

## 生平
2008年，当选第十一届全国政协委员，代表特邀香港人士，分入第五十三组。并担任人口资源环境委员会副主任。
他於2018年卸任全國政協香港委員，兒子林潞在2023年當選全國政協香港委員。